# Ꚇ
Ꚇ, ꚇ е буква от кирилицата, част от старата абхазка азбука. Въведена е от Пьотър Услар през 1862 година, когато излиза неговата монография „Абхазский язык“. Обозначава беззвучна ретрофлексна преградно-проходна съгласна /ʈ͡ʂ/, чието приблизително съответствие е българското [ч]. Ръкописният ѝ вариант има Ҽ-образна форма, но при препечатването на монографията на Услар през 1887 година типографът М. Завадский променя формата ѝ като наподобява удвоено кирилско Ч. По-късно буквата в печатния ѝ вариант се връща в своя първоначален ръкописен облик, създаден от езиковеда Услар, и е част от съвременната абхазка азбука, където се изобразявата така: Ҽ.
За обозначаване на близката изтласкваща беззвучна ретрофлексна преградно-проходна съгласна /t͡ʂʼ/, Пьотър Услар въвежда диакритически знак кратка над буквата Ꚇ. В съвременната абхазка азбука този звук се предава чрез буквата Ҿ.